# Томас Брюс, 1-й граф Елґін

Герб графа Елґіна

Томас Брюс, 1-й граф Елґін, 3-й лорд Брюс Кінлос (2 грудня 1599 — 21 грудня 1663), в Готон-Гаузі в парафії Молден у Бедфордширі — шотландський дворянин.

## Раннє життя
Томас Брюс, народжений в Единбурзі в 1599 році, був другим сином Едварда Брюса, першого лорда Кінлоса, від його дружини Магдален Клерк. У серпні 1613 року, у віці 13 років, після смерті свого старшого брата, Едварда Брюса, 2-го лорда Кінлосса, убитого в двобої з Едвардом Саквілем, 4-м графом Дорсетом, він отримав титул перства Шотландії як 3-й лорд Брюс Кінлосс. Родинні маєтки включали замок Ворлтон і садибу, подаровану його батькові королем Англії Яковом I у 1603 році. Король надав опіку над Томасом і маєтками його матері Магдален до досягнення ним повноліття у 21 рік 
У 1614 році віконт Лісл визнав Томаса Брюса сватом у шлюбі, запланованому між його сином Робертом Сідні та Елізабет Сесіл. Натомість вона вийшла заміж за Томаса Говарда, 1-го графа Беркшира.
У 1624 році король Яків I надав Томасу Брюсу Готон-Гауз поблизу Амптгілла, Бедфордшир. Будинок був побудований архітекторами Джоном Торпом та Ініґо Джонсом у якобістському та класичному стилях для Мері Герберт, вдови-графині Пембрук. Він був повернутий королю братом Мері через два роки після смерті графині в 1621 році і став основною резиденцією для сім'ї Брюсів більше століття. Пізніше король Англії Чарльз I надав йому довколишній Готон-парк для збереження дичини для королівського полювання, але інтенсивне полювання місцевої родини Конквестів змусило короля втрутитися.

## Нові назви
У період особистого правління короля Карла I Томас Брюс підтримував тісні стосунки з двором. Він відвідав короля на його коронації в Шотландії в 1633 році і був призначений графом Елґін 21 червня 1633 року.
Через рік після виступу в масці Томаса Кер'ю «Coelum Britannicum» Брюс отримав ступінь магістра мистецтв в Оксфордському університеті в 1636 році. У 1638 році він отримав титул лицаря у Віндзорі разом з Вільямом Вільєрсом і Чарльзом, принцом Уельським/
Томас Брюс продовжував користуватися королівською прихильністю. 29 липня 1641 року він отримав титул барона Брюса з Ворлтона в титул перства Англії . У 1643 році він був призначений «Охоронцем королівського парку» в Байфліті, і займав цю посаду до 1647 року.

## Громадянська війна
Хоча сестра Брюса Крістіан Кавендіш, графиня Девонширська, була відомою роялісткою, сам Брюс став на бік парламентарів, працюючи в кількох комітетах графства з 1644 року до «Чистки Прайду».
Незадовго до того, як у 1648 році почалася Друга громадянська війна в Англії, шотландець Вільям Меррі, 1-й граф Дайзарт і чоловік його родички Кетрін Брюс, призначив Брюса головним опікуном Гем-Гаузу, щоб діяти від імені його дружина Катерина та їхні дочки. Цей крок був успішним, оскільки допоміг захистити право власності Вільяма Меррі на маєток, зробивши секвестр парламентаріями складнішим і, враховуючи впливову позицію Елгіна серед шотландських пресвітеріан, політично небажаним.
Пізніше сер Філіп Ворвік описав Брюса як «джентльмена з дуже добрим розумінням і побожним, але боязким і обережним розумом». Він розповів, що Брюс висловив вимушений жаль з приводу своїх дій, коли він уникав участі в парламенті, коли насправді мав би, і заперечував, що був одним із групи лордів, які засудили архієпископа Лода до смерті.

## Шлюби та діти
Томас Брюс був одружений двічі:

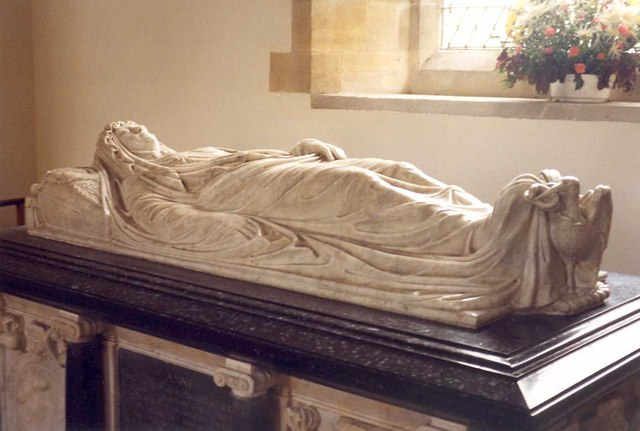
Посмертна скульптура в церкві Св. Петра і Св. Павла, Екстон, Ратленд, Енн Чічестер (пом. 1627) (графиня Елґін), дочка сера Роберта Чічестера.

- Першого разу, 4 липня 1622 року, він одружився з Енн Чічестер (пом. 1627), донькою сера Роберта Чічестера з Ралі (1578–1627), від його першої дружини Френсіс Гарінґтон (пом. 1615), доньки Джона Гарінґтона, 1-го барона Гарінґтона з Екстона (1540–1613) і співспадкоємицею свого брата Джона Гарінґтона, 2-го барона Гарінґтона з Екстона (1592–1614). Енн була зведеною сестрою сера Джона Чічестера, 1-го баронета Ралі (1623–1667)[15]. Вона померла 20 березня 1626/27, [10] наступного дня після народження єдиної дитини:
  - Роберт Брюс, 1-й граф Ейлсбері (1626–1685), єдиний син і спадкоємець.

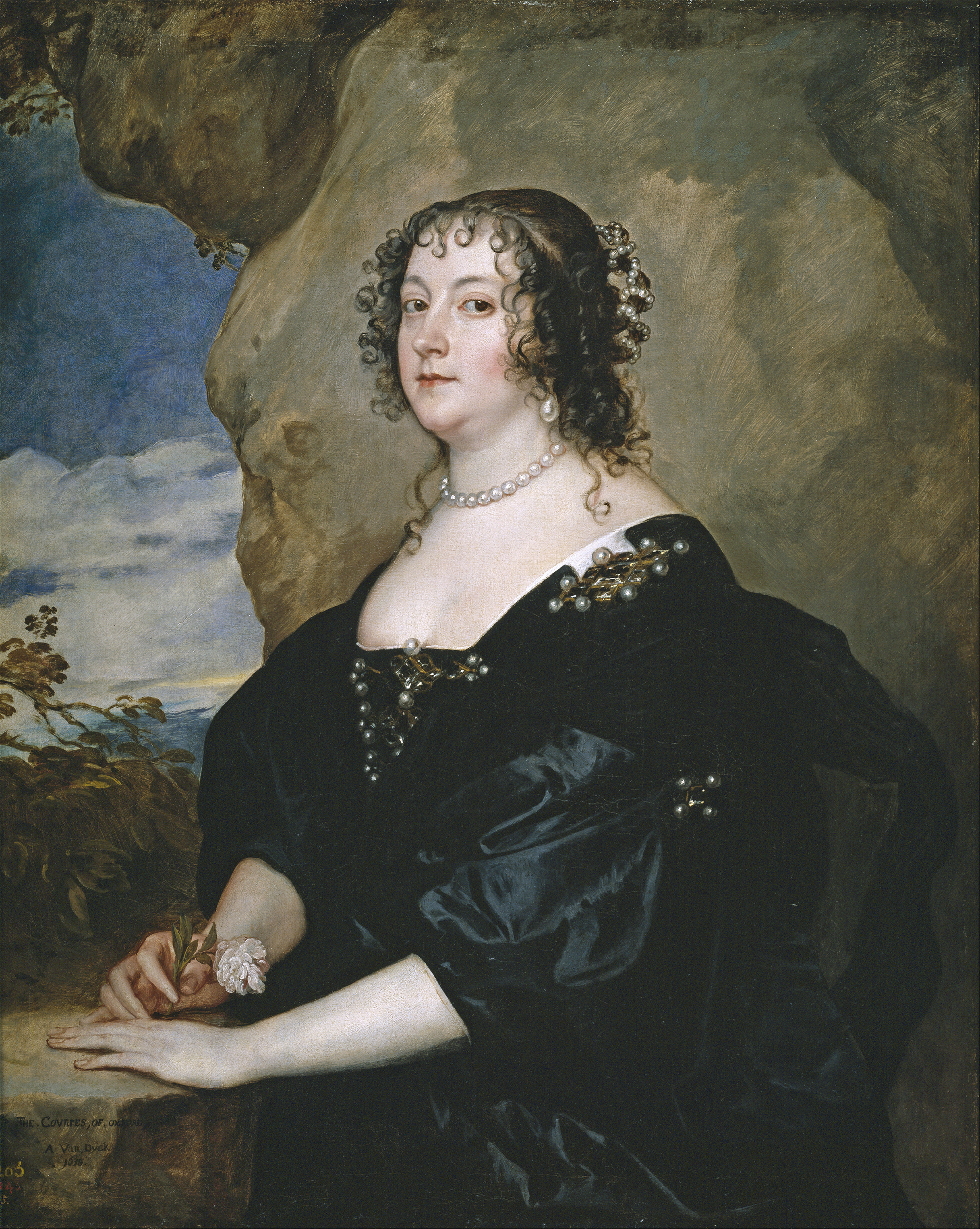
Діана Сесіл, 2-га дружина Томаса Брюса і вдова Генрі де Вера, 18-го графа Оксфорда. Портрет Ван Дейка

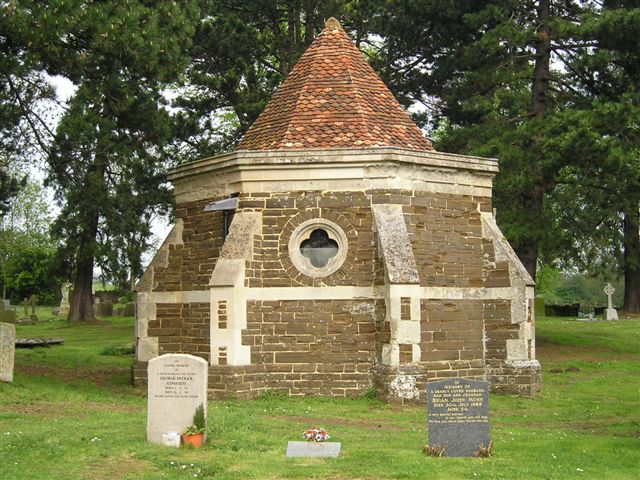
Мавзолей Ейлсбері на церковному подвір'ї Молден, Бедфордшир, побудований Томасом Брюсом, 1-м графом Елґіном, на згадку про його другу дружину Діану Сесіл. Один із найперших окремо стоячих мавзолеїв, побудованих в Англії

- Вдруге, 12 листопада 1629 року, він одружився з леді Діаною Сесіл (пом. 26 лютого 1658),  дочкою Вільяма Сесіла, 2-го графа Ексетера від його другої дружини, Елізабет Друрі, і вдови Генрі де Вера, 18-го графа Оксфорда. Шлюб був бездітним. Діана вийшла заміж за де Вера в 1624 році, лише за рік до його смерті, і таким чином принесла з собою значні маєтки у Вест-Танфілді та Манфілді, поблизу існуючих маєтків Брюса в Йоркширі, а також власність у Лінкольнширі та Міддлсексі, включаючи монастир Клеркенвелл[3]. Томас побудував на її пам'ять Мавзолей Ейлсбері на церковному подвір'ї церкви Св. Марії в Молдені, у Бедфордширі, - восьмикутну будівлю, побудовану над уже існуючим склепом. Всередині Мавзолею зберігся пам'ятник Діані, а також мармурові бюсти її чоловіка Томаса та його онука Едварда Брюса[17]. Сер Говард Колвін назвав його одним із перших двох окремо стоячих мавзолеїв в Англії, іншим мавзолеєм Кабелла в Бакфастлі, Девон[16].

## Смерть
Томас Брюс помер 21 грудня 1663 року у віці 64 років, і його спадкоємцем став його син і спадкоємець Роберт Брюс, 2-й граф Елґін, 1-й граф Ейлсбері.